# إدوين مكارثر
إدوين مكارثر (بالإنجليزية: Edwin McArthur)‏ هو موزع وعازف بيانو أمريكي، ولد في 24 سبتمبر 1907 في دنفر في الولايات المتحدة، وتوفي في 24 فبراير 1987.

## وصلات خارجية
- إدوين مكارثر على موقع ميوزك برينز (الإنجليزية)
- إدوين مكارثر على موقع أول ميوزيك (الإنجليزية)
- إدوين مكارثر على موقع ديسكوغز (الإنجليزية)